# Ломе
Ломе је главни град афричке државе Того и лука у Гвинејском заливу. Ломе представља трговачко средиште са аеродромом у близини града. Постоји више културно-просветних установа. У граду се прерађују и извозе памук и какао. Такође се производи палмино уље. Има доста фосфата. Површина града је 345 km², налази се на надморској висини од 65 метара и има око 750.000 становника (2003).

## Географија
Ломе се налази на надморској висини од 10 m. Налази се на обали Гвинејског залива.

### Клима
Захваљујући својој локацији у Дахомејском јазу, Ломе има климу тропске саване (Кeпенова климатска класификација Aw) упркос својој географској ширини близу екватора. Главни град Тогоа је релативно сув са просечном годишњом количином падавина од 800 до 900 mm (31 до 35 in) и просечно 59 кишних дана годишње. Упркос томе, град има јаку маглу већи део године од северног продужетка Бенгуела струје и добија укупно 2.330 сунчаних сати годишње. Упоредиво суви градови у унутрашњости Западне Африке као што су Бамако или Кано очекују између 2.900 и 3.000 сунчаних сати годишње.
Средња годишња температура је око 269 °C or 516,2 °F, али топлота је константна јер се просечне месечне температуре крећу од 249 °C or 480,2 °F у јулу, најмање топлом месецу у години, до 296 °C or 564,8 °F у фебруару и априлу, најтоплијим месецима у години.
| Клима Лома (Ломски аеродром) 1961-1990, екстреми 1892-садашњост      | Клима Лома (Ломски аеродром) 1961-1990, екстреми 1892-садашњост | Клима Лома (Ломски аеродром) 1961-1990, екстреми 1892-садашњост | Клима Лома (Ломски аеродром) 1961-1990, екстреми 1892-садашњост | Клима Лома (Ломски аеродром) 1961-1990, екстреми 1892-садашњост | Клима Лома (Ломски аеродром) 1961-1990, екстреми 1892-садашњост | Клима Лома (Ломски аеродром) 1961-1990, екстреми 1892-садашњост | Клима Лома (Ломски аеродром) 1961-1990, екстреми 1892-садашњост | Клима Лома (Ломски аеродром) 1961-1990, екстреми 1892-садашњост | Клима Лома (Ломски аеродром) 1961-1990, екстреми 1892-садашњост | Клима Лома (Ломски аеродром) 1961-1990, екстреми 1892-садашњост | Клима Лома (Ломски аеродром) 1961-1990, екстреми 1892-садашњост | Клима Лома (Ломски аеродром) 1961-1990, екстреми 1892-садашњост | Клима Лома (Ломски аеродром) 1961-1990, екстреми 1892-садашњост |
| Показатељ \ Месец                                                    | .Јан.                                                           | .Феб.                                                           | .Мар.                                                           | .Апр.                                                           | .Мај.                                                           | .Јун.                                                           | .Јул.                                                           | .Авг.                                                           | .Сеп.                                                           | .Окт.                                                           | .Нов.                                                           | .Дец.                                                           | .Год.                                                           |
| -------------------------------------------------------------------- | --------------------------------------------------------------- | --------------------------------------------------------------- | --------------------------------------------------------------- | --------------------------------------------------------------- | --------------------------------------------------------------- | --------------------------------------------------------------- | --------------------------------------------------------------- | --------------------------------------------------------------- | --------------------------------------------------------------- | --------------------------------------------------------------- | --------------------------------------------------------------- | --------------------------------------------------------------- | --------------------------------------------------------------- |
| Апсолутни максимум, °C (°F)                                          | 35,7 (96,3)                                                     | 36,4 (97,5)                                                     | 36,3 (97,3)                                                     | 35,0 (95)                                                       | 34,8 (94,6)                                                     | 36,4 (97,5)                                                     | 32,8 (91)                                                       | 36,5 (97,7)                                                     | 35,5 (95,9)                                                     | 33,8 (92,8)                                                     | 38,1 (100,6)                                                    | 34,5 (94,1)                                                     | 38,1 (100,6)                                                    |
| Максимум, °C (°F)                                                    | 31,7 (89,1)                                                     | 32,3 (90,1)                                                     | 32,5 (90,5)                                                     | 32,1 (89,8)                                                     | 31,3 (88,3)                                                     | 29,6 (85,3)                                                     | 28,2 (82,8)                                                     | 28,0 (82,4)                                                     | 29,1 (84,4)                                                     | 30,4 (86,7)                                                     | 31,6 (88,9)                                                     | 31,6 (88,9)                                                     | 30,7 (87,3)                                                     |
| Просек, °C (°F)                                                      | 27,1 (80,8)                                                     | 28,2 (82,8)                                                     | 28,5 (83,3)                                                     | 28,2 (82,8)                                                     | 27,4 (81,3)                                                     | 26,2 (79,2)                                                     | 25,3 (77,5)                                                     | 25,2 (77,4)                                                     | 25,8 (78,4)                                                     | 26,6 (79,9)                                                     | 27,3 (81,1)                                                     | 27,1 (80,8)                                                     | 26,9 (80,4)                                                     |
| Минимум, °C (°F)                                                     | 22,5 (72,5)                                                     | 24,0 (75,2)                                                     | 24,5 (76,1)                                                     | 24,4 (75,9)                                                     | 23,5 (74,3)                                                     | 22,8 (73)                                                       | 22,5 (72,5)                                                     | 22,3 (72,1)                                                     | 22,5 (72,5)                                                     | 22,8 (73)                                                       | 22,9 (73,2)                                                     | 22,5 (72,5)                                                     | 23,1 (73,6)                                                     |
| Апсолутни минимум, °C (°F)                                           | 15,2 (59,4)                                                     | 16,7 (62,1)                                                     | 19,9 (67,8)                                                     | 20,0 (68)                                                       | 19,2 (66,6)                                                     | 18,0 (64,4)                                                     | 16,7 (62,1)                                                     | 17,1 (62,8)                                                     | 18,0 (64,4)                                                     | 16,4 (61,5)                                                     | 18,6 (65,5)                                                     | 15,6 (60,1)                                                     | 15,2 (59,4)                                                     |
| Количина кише, mm (in)                                               | 8,9 (0,35)                                                      | 23,1 (0,909)                                                    | 53,4 (2,102)                                                    | 96,1 (3,783)                                                    | 152,7 (6,012)                                                   | 251,8 (9,913)                                                   | 91,0 (3,583)                                                    | 32,7 (1,287)                                                    | 64,7 (2,547)                                                    | 74,6 (2,937)                                                    | 20,4 (0,803)                                                    | 7,8 (0,307)                                                     | 877,2 (34,533)                                                  |
| Дани са кишом (≥ 1.0 mm)                                             | 0                                                               | 2                                                               | 3                                                               | 5                                                               | 9                                                               | 11                                                              | 6                                                               | 4                                                               | 6                                                               | 6                                                               | 2                                                               | 1                                                               | 55                                                              |
| Релативна влажност, %                                                | 79                                                              | 81                                                              | 82                                                              | 82                                                              | 84                                                              | 86                                                              | 87                                                              | 86                                                              | 86                                                              | 85                                                              | 84                                                              | 82                                                              | 84                                                              |
| Сунчани сати — месечни просек                                        | 222,4                                                           | 214,8                                                           | 228,0                                                           | 218,0                                                           | 217,8                                                           | 141,3                                                           | 135,4                                                           | 147,5                                                           | 168,4                                                           | 218,0                                                           | 240,6                                                           | 227,2                                                           | 2.379,4                                                         |
| Извор #1: Deutscher Wetterdienst                                     |                                                                 |                                                                 |                                                                 |                                                                 |                                                                 |                                                                 |                                                                 |                                                                 |                                                                 |                                                                 |                                                                 |                                                                 |                                                                 |
| Извор #2: NOAA (sun 1961–1990), Meteo Climat (record highs and lows) |                                                                 |                                                                 |                                                                 |                                                                 |                                                                 |                                                                 |                                                                 |                                                                 |                                                                 |                                                                 |                                                                 |                                                                 |                                                                 |

#### Климатске промене
У документу из 2019. објављеном у PLOS One процењује се да је према Репрезентативном путу концентрације 4.5, „умереном“ сценарију климатских промена где глобално загревање достиже ~25—3 °C (45,0—5,4 °F) до 2100. године, клима Ломе би 2050. године највише личила на тренутну климу Манагве у Никарагви. Годишња температура би порасла за 1 °C (1,8 °F), температура најтоплијег месеца за 1,6 °C (2,9 °F), а најхладнијег месеца за 2,1 °C (3,8 °F). Према Праћењу климатских акција, тренутна путања загревања се чини у складу са 2,7 °C (4,9 °F), што се блиско подудара са RCP 4.5.
Штавише, према Шестом извештају о процени IPCC 2022, Ломе је један од 12 великих афричких градова (Абиџан, Александрија, Алжир, Кејптаун, Казабланка, Дакар, Дар ес Салам, Дурбан, Лагос, Ломе, Луанда и Мапуто) који би најтеже били погођени будућим порастом нивоа мора. Процењује се да би они заједно претрпели кумулативну штету од 65 милијарди УСД према RCP 4,5 и УСД 86,5 милијарди за сценарио високе емисије RCP 8,5 до 2050. године. Поред тога, RCP 8,5 у комбинацији са хипотетичким утицајем нестабилности морског леденог покривача на високим нивоима загревања би укључило до 137,5 милијарди УСД штете, док би додатно обрачунавање „догађаја мале вероватноће и велике штете“ могло повећати укупне ризике на 187 милијарди УСД за „умерени“ RCP 4,5, 206 милијарди УСД за RCP 8,5 и 397 милијарди долара према сценарију високе стабилности леденог покривача. С обзиром да би се пораст нивоа мора наставио око 10.000 година по сваком сценарију климатских промена, будући трошкови пораста нивоа мора би се само повећавали, посебно без мера прилагођавања.
| јан           | феб           | мар           | апр           | мај           | јун           | јул           | авг           | сеп           | окт           | нов           | дец           |
| ------------- | ------------- | ------------- | ------------- | ------------- | ------------- | ------------- | ------------- | ------------- | ------------- | ------------- | ------------- |
| 28 °C (82 °F) | 28 °C (82 °F) | 29 °C (84 °F) | 29 °C (84 °F) | 29 °C (84 °F) | 28 °C (82 °F) | 26 °C (79 °F) | 25 °C (77 °F) | 25 °C (77 °F) | 27 °C (81 °F) | 28 °C (82 °F) | 28 °C (82 °F) |

## Становништво
| Година       |
| Становништво |
| ------------ |

## Партнерски градови
- Дуизбург (2010)[10]
- Тајпеј (1966)[11]
- Шенџен (1997)[12]